# Железнодорожный район (Витебск)
Железнодорожный район — один из трёх административных районов города. Район образован 19 июля 1940 года по указу Президиума Верховного Совета БССР. Расположен в северо-западной части города, и кроме того, включает в себя городские посёлки Руба и Верховье (Руба-2).
Управление осуществляется администрацией Железнодорожного района Витебска.
Адрес администрации: 210001, г. Витебск, ул. Космонавтов, 3а.

## Описание
Общая площадь Железнодорожного района — более 5 тысяч га. Население — 51 966 человек, из них 8,2 тысячи проживает в городском посёлке Руба. Полезная площадь жилого фонда составляет 96073,2 м². Бо́льшая часть района застроена одно - и двухэтажными частными домами.
На территории района находятся 318 улиц и переулков.
В Железнодорожном районе расположены парки Железнодорожников и Победителей, лесопарк Юрьева горка и несколько скверов.
На территории района находится транспортный центр города: железнодорожный вокзал и автовокзал. Работает городской общественный транспорт, представленный трамваем, автобусом, троллейбусом, маршрутными и индивидуальными такси.
В Железнодорожном районе расположено множество промышленных предприятий, медицинских учреждений и учреждений образования и культуры.

## Основные достопримечательности и музеи
- Костёл святой Варвары конца XIX в.
- Благовещенская церковь XII века (восстановлена в 1990-е)
- Бывшие соляные склады XVIII века (улица Чайковского, 3 и 5)
- Дом-музей Марка Шагала
- Старосемёновское кладбище